# Чамбел, Халет
Халет Чамбел (27 августа 1916 — 12 января 2014) — турецкий археолог и фехтовальщица. Первая мусульманка, участвовавшая в Олимпийских играх.

## Биография
Халет Чамбел родилась 27 августа 1916 года в Берлине. Её отец Хасан Джемиль Бей — военный атташе, друг Мустафы Ататюрка. Мать Чамбел, Ремзие Ханым, была дочерью Ибрагим Хаккы-паши, бывшего Великого визиря, который на тот момент занимал пост посла Османской империи в Германии.
Халет Чамбел училась в Арнавуткёйской американской школе для девочек (позднее эта школа получила название колледж Роберта). Во время учёбы в школе начала заниматься фехтованием. В 1933-39 годах изучала археологию в Парижском университете. С 1940 года работала ассистентом в Стамбульском университете. В 1944 году получила докторскую степень. В течение двух лет работала в качестве приглашённого профессора в Саарском университете в Германии. В 1984 году получила должность эмерита .
Выступала на Олимпийских играх 1936 года за Турцию в фехтовании на рапирах. Считается первой мусульманкой, участвовавшей в Олимпийских играх.
После окончания Второй мировой войны училась у немецкого архитектора Хельмута Боссерта, который преподавал археологию в Стамбульском университете. Вместе они осуществляли раскопки в Каратепе, где находилось поселение двенадцатого века до н. э, также в раскопках принимал участие Бахадыр Алкым.
Халет Чамбел выступала за сохранение культурного наследия Турции. Выступала против постройки дамбы на реке Джейхан, так как это могло привести к затоплению территорий, ценных для археологии. Чамбел удалось убедить власти понизить уровень воды для предотвращения затопления.
В 2004 году Чамбел была награждена голландской премией принца Клауса.
Умерла 12 января 2014 года в Стамбуле.

### Личная жизнь
Вскоре после возвращения с Олимпийских игр Чамбел познакомилась с журналистом и архитектором Наилем Чакырханом. Чамбел и Чакырхан состояли в браке около семидесяти лет, вплоть до смерти Наиля Чакырхана.